# Thaumatichthyidae
Famille
Les Thaumatichthyidae (en français Thaumatichthyidés) sont une famille de poissons abyssaux de l'ordre des Lophiiformes.

## Liste desgenres
Selon FishBase & ITIS & World Register of Marine Species (2 mai 2016) :
- genre Lasiognathus Regan, 1925
  - Lasiognathus amphirhamphus Pietsch, 2005
  - Lasiognathus beebei Regan & Trewavas, 1932
  - Lasiognathus intermedius Bertelsen & Pietsch, 1996
  - Lasiognathus saccostoma Regan, 1925
  - Lasiognathus waltoni Nolan & Rosenblatt, 1975
- genre Thaumatichthys Smith & Radcliffe, 1912
  - Thaumatichthys axeli
  - Thaumatichthys binghami Parr, 1927
  - Thaumatichthys pagidostomus Smith & Radcliffe, 1912

## Galerie

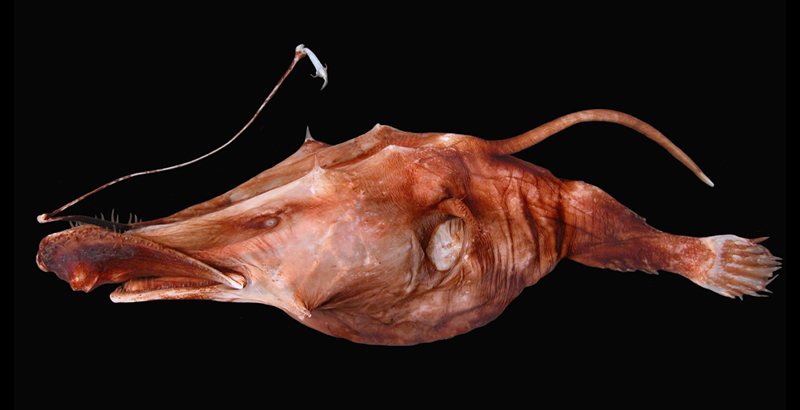
Lasiognathus amphirhamphus.
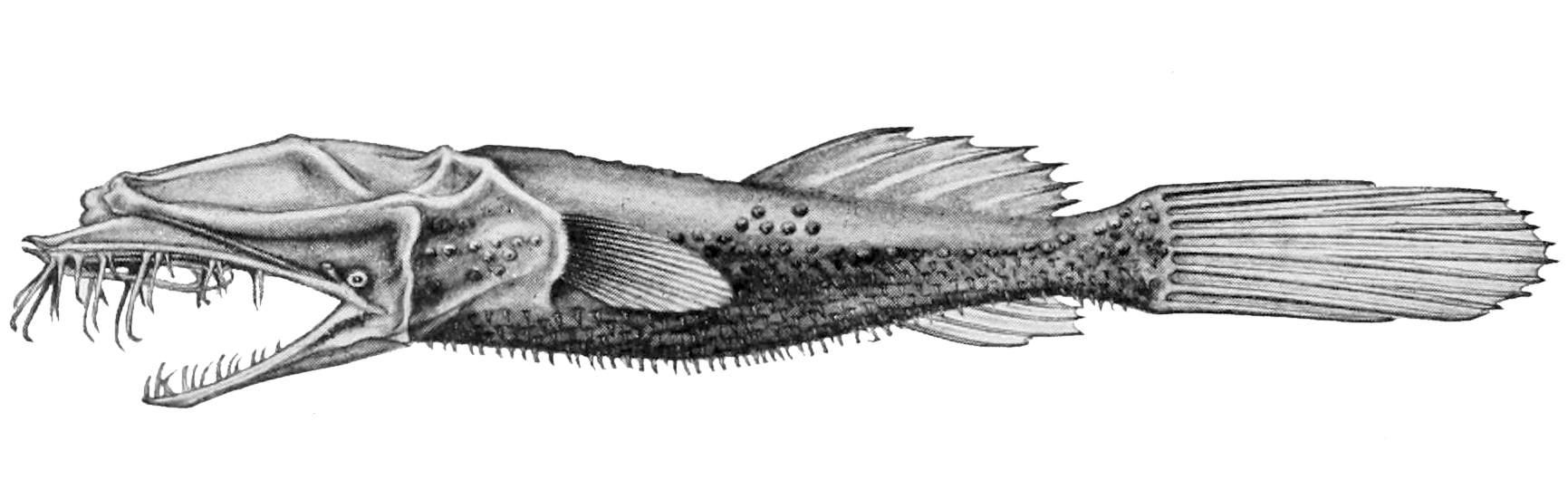
Thaumatichthys pagidostomus.